# Holckenhavn Fjord
Holckenhavn Fjord  er en 2 kilometer lang fjord der ligger lige syd for Nyborg. Holckenhavn Fjord modtager vand fra Vindinge Å og Ørbæk Å og har udløb gennem en dæmning til Nyborg Fjord. Lige sydøst for fjorden ligger herregården Holckenhavn.

## Landskabet
Under istiden dannede Holckenhavn Fjord udløb for et forgrenet net af tunneldale, der rakte ind over Fyn og afvandede de smeltende ismasser dengang. Siden har en landhævning fundet sted. Samtidig har Ørbæk Å og Vindinge Å aflejret fint sand og dynd omkring deres udløb. Endelig har fjordbundens og breddernes vegetation dannet tørv. Alt i alt er Holckenhavn Fjord siden oldtiden blevet mindre og mindre.

## Natur
Holckenhavn Fjord har et rigt fugleliv året rundt. Gennem vinterhalvåret er fjorden rasteplads for talrige vandfugle. I sommerhalvåret findes mange ynglefugle knyttet til fjorden og dens opland af rørskove, enge, overdrev og krat. 
En botanisk sjældenhed er svalerod, der vokser enkelte steder på åbne og stenede steder langs bredden af fjorden.
Langs nordsiden  er en del af den gamle banestrækning mellem Nyborg og Svendborg  udlagt som natursti. Stien fører gæsten  af Holckenhavn Fjord og op gennem Vindinge Ådal forbi Gammelborg, som måske er forgængeren til Nyborg Slot.

## Naturfredning
Oplandet omkring den vestlige del af Holckenhavn Fjord blev fredet ved kendelser i 1970’erne og 80’erne. Fredningen dækker 150 hektar og strækker sig ind langs Ørbæk Å og Vindinge Å.
Holckenhavn Fjord og Ørbæk Å-dalen er blandt de ca. 200 udpegede  Nationale Geologiske Interesseområder i Danmark.